# Porthcurno

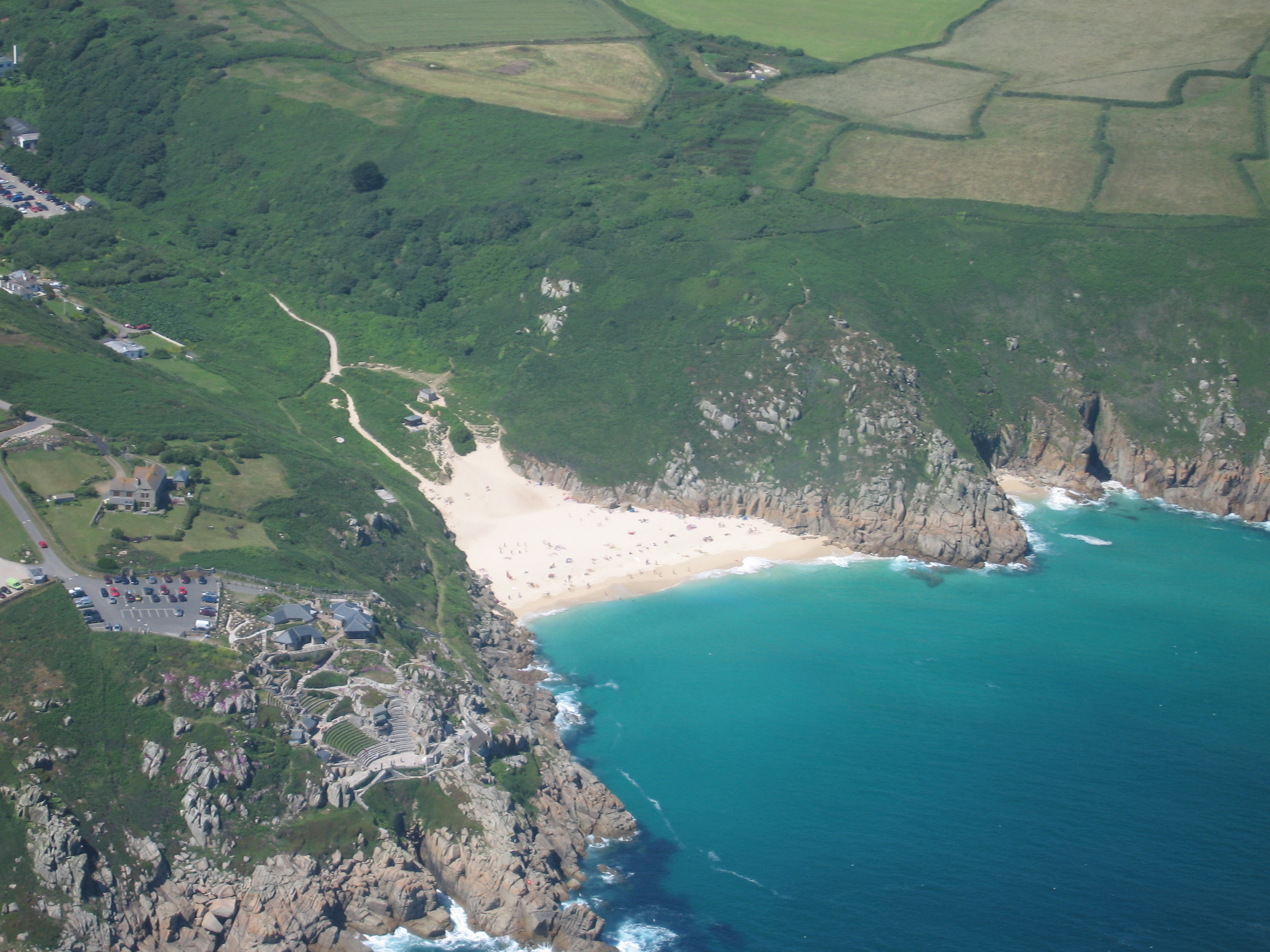
Porthcurno

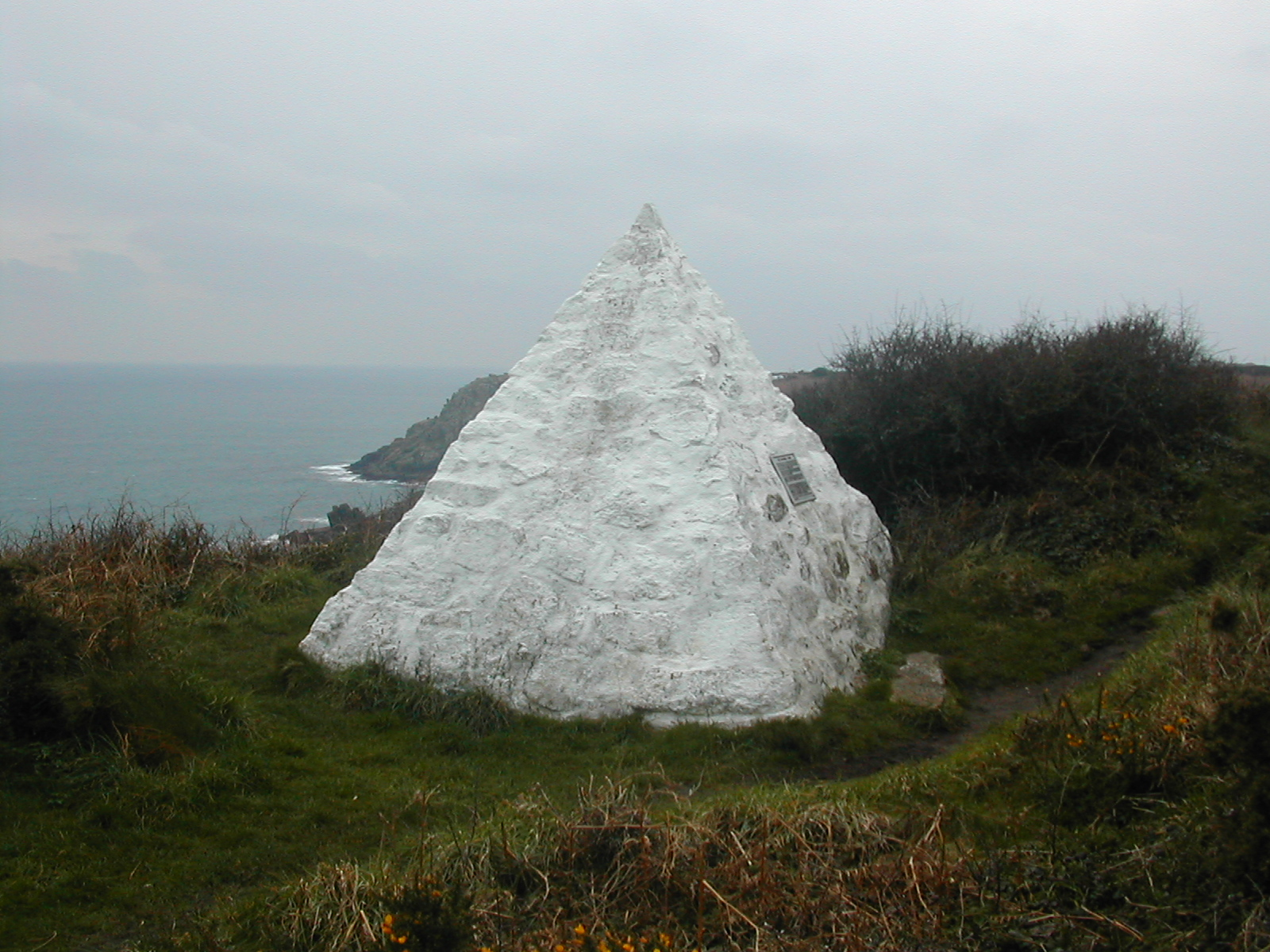
Zakończenie kabla telegraficznego z Francji

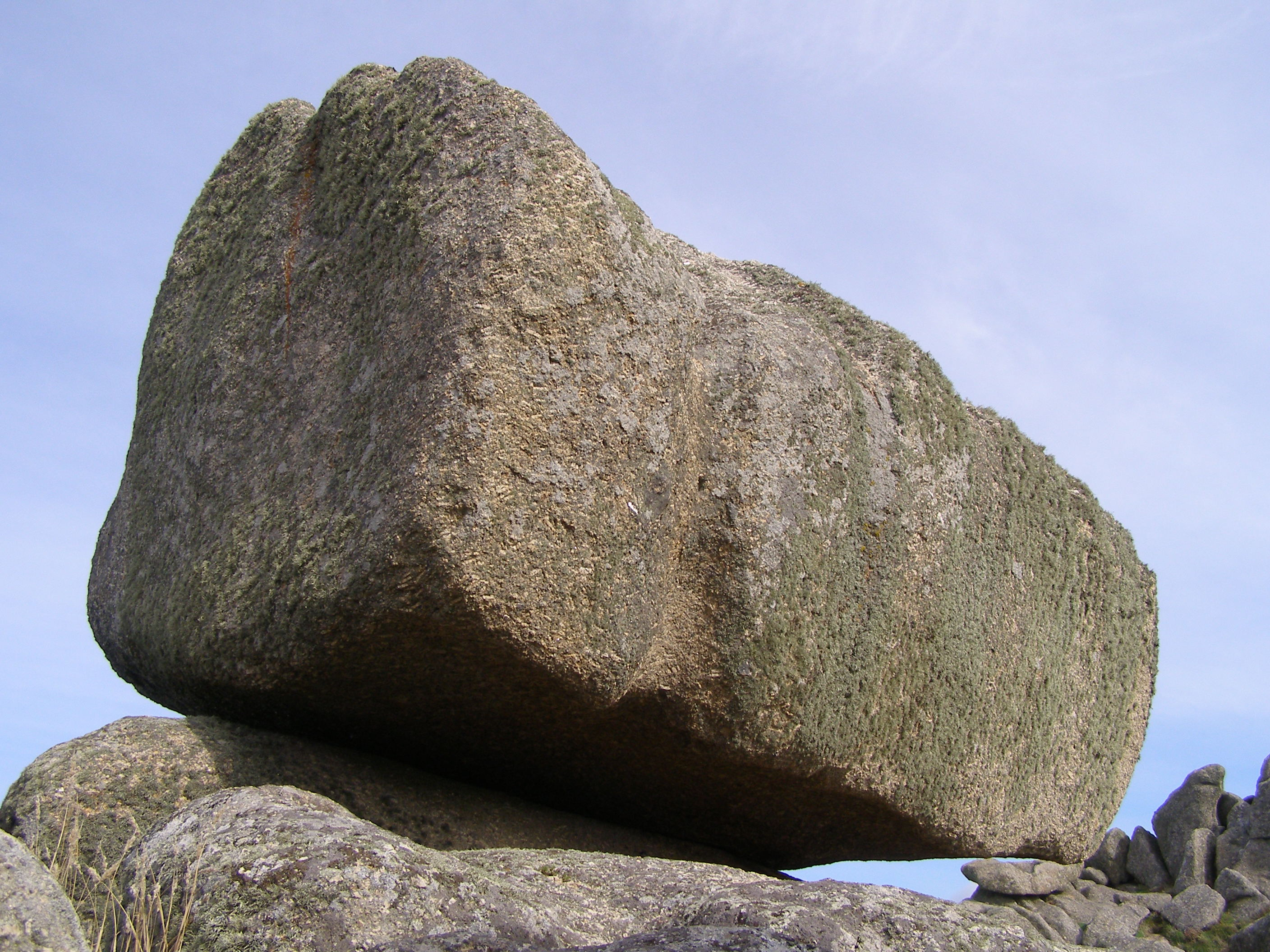
Skała Logana

Porthcurno – miejscowość w Anglii, w Kornwalii w dystrykcie Penwith, 5 km od przylądka Land’s End, nad Oceanem Atlantyckim. Leży przy drodze B 3293, na pieszym szlaku turystycznym South West Coast Path. W pobliżu znajduje się teatr skalny Minack Theatre. Miejscowość o łagodnym klimacie stanowi centrum turystyczne o znaczeniu ponadregionalnym.

## Nazwa
Nazwa wsi pochodzi z języka kornijskiego – Potth Kernow – Port Kornwalia. Nie ma jednak dowodów na to, że w tym miejscu kiedykolwiek był port. 

## Historia
W roku 1870 w miejscu, do którego dochodziło wiele podwodnych kabli telegraficznych, zbudowano stację telegraficzną. Z czternastoma kablami, była to największa wówczas stacja telegraficzna świata. W latach trzydziestych zajmowała się także radiotelegrafią, a jej symbolem wywoławczym były litery PK (w alfabecie Morse’a • — — •/— • — ). Podczas II wojny światowej stacja działała w bunkrze. Obecnie jest nieczynna, a jej budynki i urządzenia służą jako muzeum.

## Atrakcje turystyczne
- Muzeum Telegrafu
- Minack Theatre
- Skała Logana
- Wireless Point – miejsce transmisji Marconiego